# 열녀 경주배씨 정려
열녀 경주배씨 정려는 충청남도 아산시 영인면에 있다. 2006년 3월 7일 아산시의 향토문화유산 제3호로 지정되었다.

## 개요
정려는 정·측면 1칸으로 팔작지붕의 익공양식으로 비교적 화려하다. 방형의 시멘트 기단위에 목재로 기둥을 올린 후 그 위에 지붕을 얹었다. 사방에 홍살을 둘렀으며 내부에는「烈女慶州裵氏之閭 堂宇庚寅 命旌」이라 쓰여 진 명정현판이 걸려있다. 또한『진양하씨대동보』에 강건(姜健)이 찬한 정려기가 있었다고 기록되어 있으나 현재는 찾아볼 수 없다.